# Truth (Chingiz)
Truth è un singolo del cantante azero Chingiz, pubblicato l'8 marzo 2019 su etichetta discografica BMF Records. Il brano è stato scritto e composto dallo stesso interprete con Boris Milanov.
L'8 marzo 2018 è stato confermato che l'ente televisivo İctimai TV l'ha selezionato internamente come rappresentante azero per l'Eurovision Song Contest 2019 a Tel Aviv, in Israele. Dopo essersi qualificato dalla seconda semifinale del 16 maggio, si è esibito per ventesimo nella finale del 18 maggio successivo. Qui si è classificato 8º su 26 partecipanti con 302 punti totalizzati, di cui 100 dal televoto e 202 dalle giurie. È risultato il preferito sia dal pubblico che dalla giuria in Russia.

## Tracce
Download digitale
1. Truth – 3:29

## Classifiche
| Classifica (2019) | Posizione massima |
| ----------------- | ----------------- |
| Estonia           | 31                |
| Grecia            | 100               |
| Lituania          | 10                |
| Svezia            | 91                |
| Svizzera          | 43                |